# Van der Straten-Ponthoz

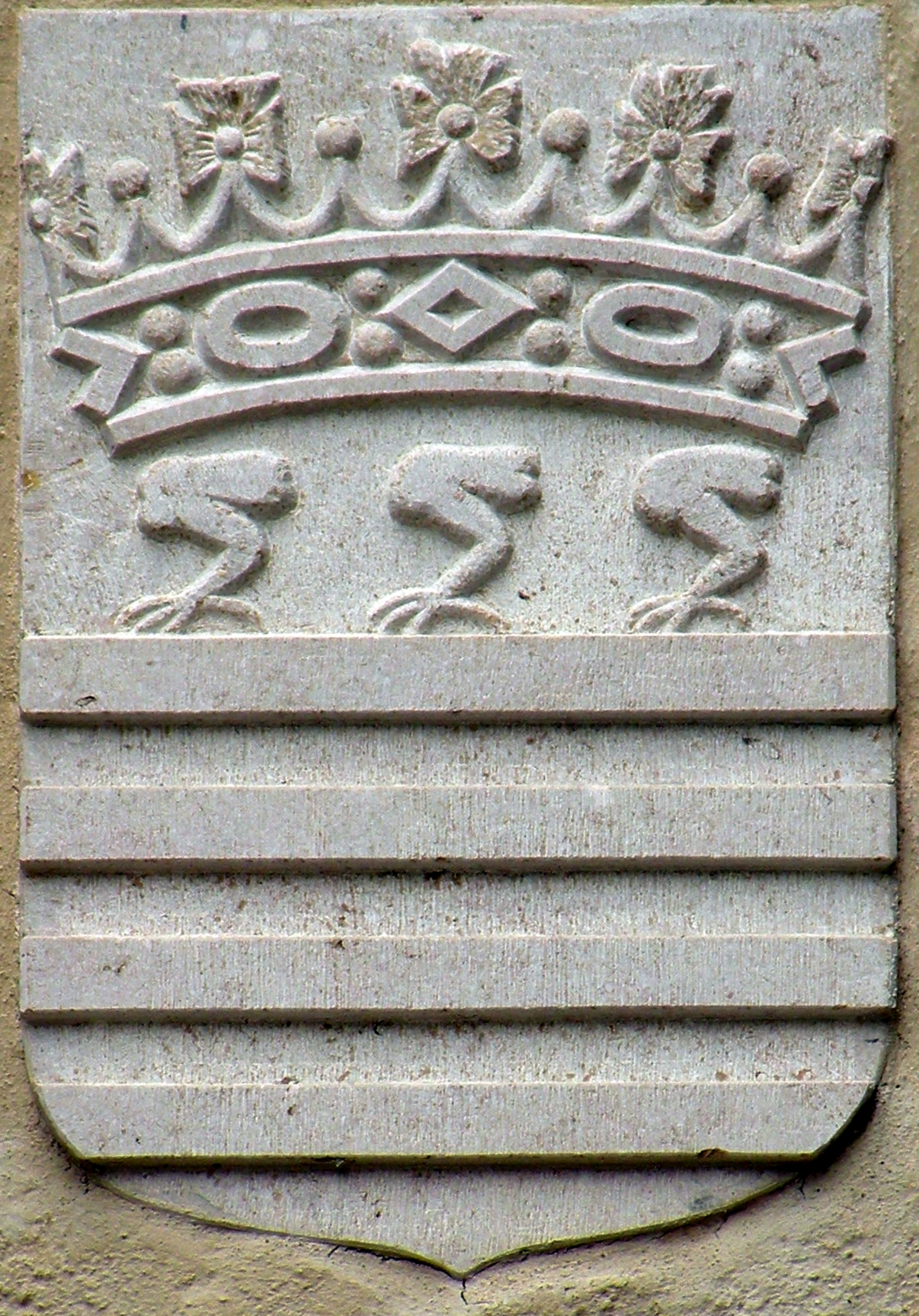
Wappen der van der Straten-Ponthoz als Herren der Burg Heidenreichstein

Die Adelsfamilie van der Straten-Ponthoz gehört zum österreichischen und belgischen Adel. Sie gelten als gefürstete Grafen.
Der Namensteil van der Straten ist ein niederländischer Herkunftsname ohne Adelsprädikat. Ponthoz steht wörtlich im Ungarischen für „zum Punkt“, ist aber ein Weiler in der belgischen Gemeinde Clavier, wo auch das Schloss Ponthoz steht.

## Belgischer Zweig
- Gabriel Auguste Graf van der Straten-Ponthoz (1812–1900), königlich belgischer Diplomat

## Österreichischer Zweig
Rudolph Graf von der Straten-Ponthoz wurde 1851 in Brüssel geboren und war der Stammvater des österreichischen Zweiges der Adelsfamilie. Er heiratete Maria Markgräfin von Pallavicini (1856–1919) 1876 in Wien und starb 1926 in Weinern (Waldviertel). Nachkommen dieser Ehe sind:
- Rudolf Graf van der Straten-Ponthoz (1877–1961) (ORGV ab 1950)  ⚭ Isabella Gräfin von Almeida (1887–1967)
  - Maria Margarethe Gräfin van der Straten-Ponthoz (* 1916) ⚭ Friedrich Graf Bossi-Fedrigotti (1906–1996)
  - Josephine Gräfin van der Straten-Ponthoz (1921–2020) ⚭ Christian Graf Kinsky (1924–2011)
  - Sophie Gräfin van der Straten-Ponthoz (* 1926) ⚭ Gerhard Scholten (1923–1995)

- Valerie Maria Gräfin von der Straten-Ponthoz (1879–1962)
- Alexander Graf von der Straten-Ponthoz (1882–1949) ⚭ Eleonore geb. Gräfin Sternberg (1873–1960)
- Friedrich Alfred Graf von der Straten-Ponthoz (1886–1959) ⚭ Friederike von Gasteiger zu Rabenstein und Kobach (* 1886)
  - Karl Rudolf Graf von der Straten-Ponthoz (1922–2008) ⚭ Baronessa Valeria Caccia Dominioni (* 1925)
- Gabrielle Gräfin von der Straten-Ponthoz (1896–1984) ⚭ Robert Baron Klinger von Klingerstorff (* 1884)

### Bauwerke
Mit der Familie van der Straten-Ponthoz verbunden sind folgende Bauten in Österreich:
- Schloss Weinern, Waldviertel, Niederösterreich
- Burg Heidenreichstein, Waldviertel, Niederösterreich
- Hackinger Schlösschen, Wien: Eleonore van der Straten-Ponthoz
- Schloss Karlstein an der Thaya, Waldviertel, Niederösterreich
- Schloss Kirchberg an der Wild, Waldviertel, Niederösterreich
- Meierhof „Sittmannshof“ bei Loibes, Waldviertel, Niederösterreichbefand
- Schloss Gross-Siegharts, Waldviertel, Niederösterreich
- Villa Rechenhof, Leoben, Steiermark